# Eugenia excelsa
Eugenia excelsa är en myrtenväxtart som beskrevs av Otto Karl Berg. Eugenia excelsa ingår i släktet Eugenia och familjen myrtenväxter. Inga underarter finns listade i Catalogue of Life.